# Jinzhou

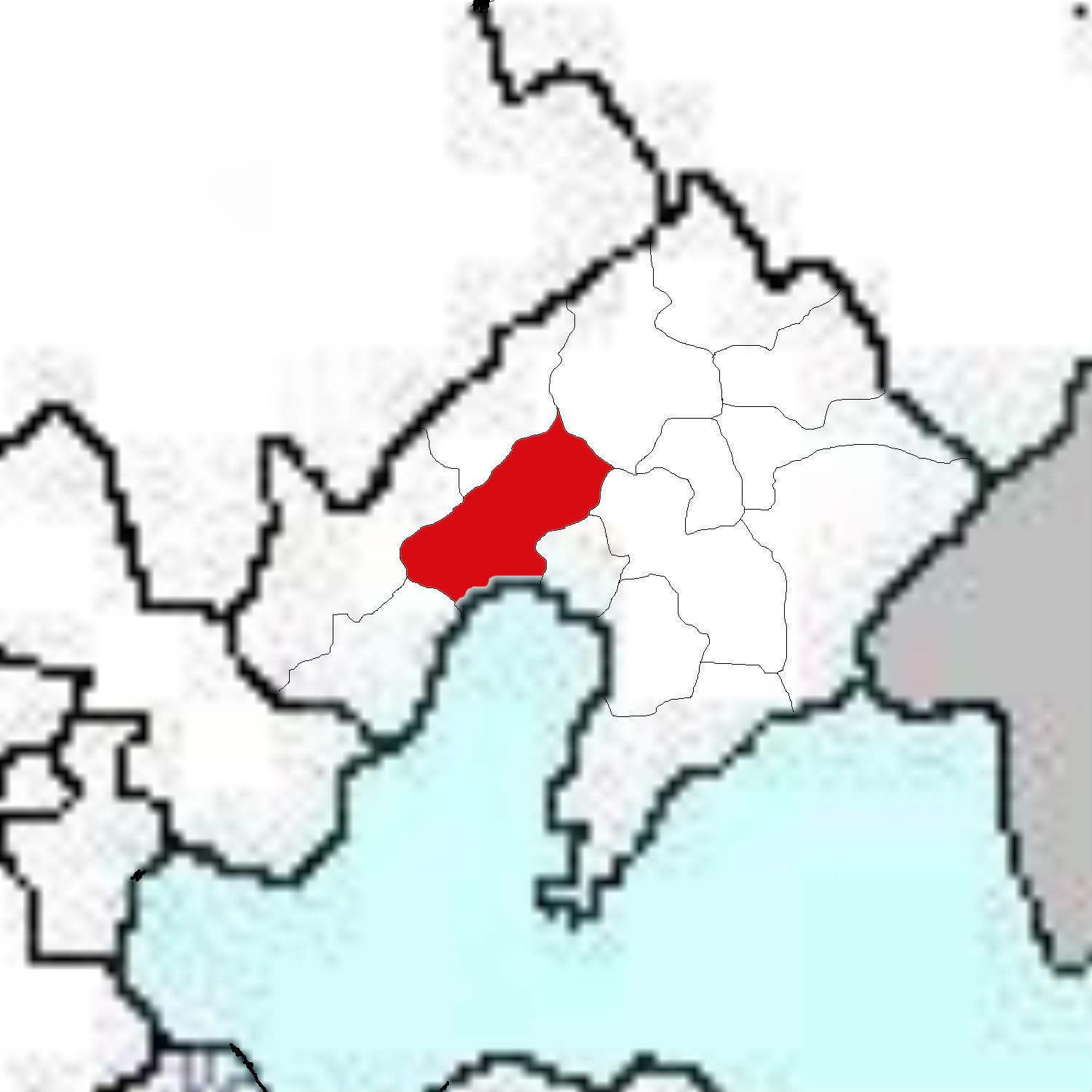
Lage Jinzhous in der Provinz Liaoning

Jǐnzhōu (chinesisch 錦州市 / 锦州市, Pinyin Jǐnzhōu Shì) ist eine bezirksfreie Stadt im Südwesten der Provinz Liaoning in der Volksrepublik China mit 2.703.853 Einwohnern (Stand: Zensus 2020) und einer Fläche von 10.111 km². Bei der Volkszählung in der Volksrepublik China 2010/2011 lebte gut die Hälfte der Bevölkerung in den Dörfern und Gemeinden von Jinzhou, der Rest war städtische Bevölkerung.
Damals waren 96 % der Bevölkerung Han-Chinesen. Daneben gab es noch mehr als 30 andere Ethnien, die zahlenmäßig größten davon Mandschu, Mongolen, Hui-Chinesen und Koreaner.

## Geschichte
Während der Zeit der Frühlings- und Herbstannalen (722–476 v. Chr.) und der anschließenden Zeit der Streitenden Reiche gehörte Jinzhou, damals nach dem dort lebenden Stamm „Tuhe“ (屠何) genannt, zum Staat Yan. Als dieser 222 v. Chr. von Qin annektiert wurde und Qin Shihuangdi das Reich 221 v. Chr. in 36 Kommandanturen einteilte, wurde die Gegend des heutigen Jinzhou der Kommandantur Liaoxi (辽西郡) zugeschlagen. In der Östlichen  Han-Dynastie (25–220) wurde Tuhe in Shuguo (属国) umbenannt, gehörte aber weiterhin zur Kommandantur Liaoxi, die ihren Sitz in der Nachbarstadt Liaodong (辽东) hatte, nicht zu verwechseln mit der Kommandantur Liaodong östlich des Liao He. Während der Zeit der Drei Reiche gehörte Jinzhou, nun als Kommandantur Changli (昌黎郡) mit Verwaltungssitz im heutigen Kreis Yi, von 220 bis 265 zum Staat Wei, ab der Westlichen Jin-Dynastie (265–316) dann wieder zu China, wo die Kommandantur ab etwa 300 die Grenze zum Gebiet der Kitan-Stämme bildete.
Zu Beginn der Tang-Dynastie (618–907) wurden die nördlichen Stämme weit zurückgedrängt. Jinzhou war, nun unter dem Namen „Yingzhou“ (营州), Teil des Militärbezirks Hebei (河北道), nicht zu verwechseln mit der heutigen Provinz Hebei, die nur einen kleinen Teil des damals bis nach Sibirien reichenden Gebiets darstellt.
Ab 907 vereinigte Yelü Aboka, der Häuptling der Yila, die Kitan zur späteren Liao-Dynastie und eroberte den Nordosten des damaligen China. Von chinesischen Kriegsgefangenen ließ er 911–926 die heutige Stadt erbauen, die nun den chinesischen Namen „Jinzhou“, also „Brokatpräfektur“ erhielt (Aboka bzw. Abaoji war ein großer Bewunderer Chinas).
Im Einzugsgebiet des Amur lebte damals der Wanggiyan-Clan der Jurchen, ein tungusisches Volk, das später den Namen „Mandschu“ annehmen sollte. Deren Häuptling Wanggiyan Aguda (1068–1123) vereinigte 1115 die Stämme seines Volkes und gründete die Jin-Dynastie. Im Jahr 1125 stürzte er die Kitan-Herrscher des Yelü-Clans von Liao und übernahm deren Reich. Jinzhou behielt seinen Status als Präfektur und seinen chinesischen Namen. In der folgenden Yuan-Dynastie (1271–1368) der Mongolen wurde die Verwaltungsstruktur geändert. Jinzhou war nun nicht mehr Sitz der örtlichen Regierung; dieser wurde in den 70 km nordöstlich gelegenen Bezirk Guangningfu (广宁府路) verlegt, das heutige Beizhen.
Von Zhu Yuanzhang, dem ersten Kaiser der Ming-Dynastie (1368–1644), wurden ab 1380 an den Grenzen des Reichs zahlreiche Festungen (卫, Pinyin Wèi) errichtet,
ab 1387 auch im Raum Jinzhou.
Guangningfu wurde zur „Festung Guangning“ (广宁卫), die heutige Stadt Jinzhou zur „Festung Guangning Zhongtun“ (广宁中屯卫). „Zhongtun“ bedeutet „Zentrales Wehrdorf“ – in der Umgebung gab es noch ein „Vorderes Wehrdorf“, ein „Hinteres Wehrdorf“, ein „Linkes Wehrdorf“ und ein „Rechtes Wehrdorf“.
Hierfür gab es gute Gründe: Jinzhou befindet sich weit jenseits der Großen Mauer, in Beizhen sind bis heute mehr als 60 % der Bevölkerung Mandschu.
Jinzhou bildete während der Ming-Dynastie den Endpunkt der sogenannten „Verteidigungslinie Guan-Ning-Jin“ (关宁锦防线) vom Shanhaiguan-Pass der Großen Mauer über Ningyuan (宁远, das heutige Xingcheng) bis Jinzhou. Zwischen 1627 und 1642 wurde Jinzhou sechsmal von den Truppen des Mandschu-Khans Aisin Gioro Abahai belagert und am 8. Tag des 3. Monats (7. April) 1642 schließlich eingenommen.
Nachdem die Mandschu die Ming-Dynastie 1644 endgültig gestürzt und die Qing-Dynastie etabliert hatten, wurden 1662 die alten Wehrdörfer der Gegend im Kreis Jin (锦县) zusammengefasst.
Ab 1907 gehörte der Kreis zur damaligen Provinz Fengtian (奉天省, mandschu: Abkai Aliyangga Golo), ab 1929 „Liaoning“ (辽宁省) genannt. Nach dem von zwei japanischen Offizieren inszenierten „Mukden-Zwischenfall“ vom 18. September 1931, der den Vorwand für die Besetzung der Mandschurei durch Japan und die Errichtung des Marionettenstaats „Mandschukuo“ bildete, wurde 1934 die „Provinz Jinzhou“ (锦州省) gegründet. Nach dem Ende des Zweiten Weltkriegs bildete die Kuomintang-Regierung dort erstmals die „bezirksfreie Stadt Jinzhou“ (锦州市). Während des Liaoshen-Feldzugs (辽沈战役) der Roten Armee im Herbst 1948 war die Gegend der Schauplatz der sogenannten „Schlacht von Jinzhou“ (锦州之战), die am 15. Oktober 1948 mit dem Sieg der von Lin Biao geführten KPCh-Truppen und der Einnahme der Stadt endete.
Als die KPCh im Januar 1949 die Provinz Liaoxi (辽西省) gründete, war Jinzhou Sitz der Provinzregierung.
Im Juni 1954 wurde Liaoxi mit Liaodong zur Provinz Liaoning vereinigt, mit der Hauptstadt in Shenyang, und seit 1955 ist Jinzhou wieder eine direkt der Provinzregierung unterstehende, bezirksfreie Stadt.

## Administrative Gliederung
Die bezirksfreie Stadt setzt sich aus drei Stadtbezirken, zwei kreisfreien Städten und zwei Kreisen zusammen. Diese sind (Stand: Zensus 2020):
- Stadtbezirk Taihe (太和区), 719 km², 457.602 Einwohner;
- Stadtbezirk Guta (古塔区), 70 km², 252.209 Einwohner;
- Stadtbezirk Linghe (凌河区), 40 km², 402.038 Einwohner;
- Stadt Linghai (凌海市), 2.494 km², 412.513 Einwohner;
- Stadt Beizhen (北镇市), 1.673 km², 422.289 Einwohner;
- Kreis Heishan (黑山县), 2.515 km², 451.206 Einwohner, Verwaltungssitz: Straßenviertel Heishan;
- Kreis Yi (义县), 2.487 km², 305.996 Einwohner, Verwaltungssitz: Straßenviertel Yizhou (义州街道).

Die „Technisch-Wirtschaftliche Entwicklungszone von Jinzhou (锦州经济技术开发区/錦州經劑技術開發區)“ gehört von der administrativen Gliederung her zur kreisfreien Stadt Linghai, untersteht aber direkt der Regierung von Jinzhou und ist damit der Kreisebene gleichgesetzt.

## 3. Pilotenakademie der chinesischen Luftwaffe
Am nördlichen Stadtrand von Jinzhou befand sich bis 2012 die 3. Pilotenakademie der chinesischen Luftwaffe (中国人民解放军空军第三飞行学院). Gegründet wurde die Einrichtung am 1. Dezember 1949 als 1. Jagdfliegerschule der chinesischen Volksbefreiungsarmee (中国人民解放军第一驱逐机学校), mit dem 2. Geschwader der Luftfahrtschule des Militärbezirks Nordostchina (东北军区航空学校第二大队) als Basis und der Volksrevolutionären Militärkommission der Zentralen Volksregierung direkt unterstellt. Keine drei Wochen später, am 20. Dezember 1949, wurde die Jagdfliegerschule in „3. Luftfahrtschule der chinesischen Volksbefreiungsarmee“ (中国人民解放军第三航空学校) umbenannt, am 5. April 1976 dann in „3. Luftfahrtschule der chinesischen Luftwaffe“ (中国人民解放军空军第三航空学校), am 9. Juni 1986 schließlich in „3. Pilotenakademie der chinesischen Luftwaffe“. Zu diesem Zeitpunkt umfasste die Basis ein Areal von 29,58 km², mit 3.570.000 m² Gebäudefläche. Zum einen fand dort eine fortgeschrittene Pilotenausbildung an Abfangjägern und Jagdbombern statt, zum anderen wurden dort auch Stabsoffiziere für die entsprechenden Einheiten ausgebildet. Zusammen mit einer Grundausbildung, die an der Pilotenakademie der chinesischen Luftwaffe in Changchun (中国人民解放军空军长春飞行学院) zu absolvieren war, dauerte eine derartige Ausbildung im Regelfall vier Jahre.
Auf einer Tagung der Teilstreitkräfte im Jahr 2011 wurde beschlossen, die damals sechs Pilotenakademien der Luftwaffe auf drei zu reduzieren: Harbin, Shijiazhuang, Xi’an. Daraufhin wurde die 3. Pilotenakademie am 25. April 2012 mit der 1. Pilotenakademie in Harbin zusammengelegt und die Einrichtung in Jinzhou aufgelöst. Die neue Schule heißt nun „Pilotenakademie Harbin der chinesischen Luftwaffe“ (中国人民解放军空军哈尔滨飞行学院).
Damals unterstand sie zunächst dem Militärbezirk Shenyang, seit der Militärreform vom 1. Januar 2016 der Kriegszone Nord.
Berühmte Absolventen der 3. Pilotenakademie waren unter anderem die späteren Raumfahrer Liu Boming (1989), Zhai Zhigang (1989) und Zhang Xiaoguang (1990).

## Söhne und Töchter der Stadt
- Mau-Tsai Liu (1914–2007), Sinologe
- Li Zhilun (1942–2007), Politiker; Minister für Disziplinaraufsicht
- Ha Jin (* 1956), US-amerikanischer Autor chinesischer Herkunft
- Zhang Xiaoguang (* 1966), Raumfahrer
- Zhang Ning (* 1975), Badmintonspielerin
- Shang Shichun (* 1979), Gewichtheberin
- Li Jia (* 1981), Tischtennisspielerin
- Gao Yulan (* 1982), Ruderin
- Wu You (* 1984), Ruderin
- A Que (* 1990), Schriftsteller
- Han Xinyun (* 1990), Tennisspielerin
- Bi Kun (* 1995), Windsurfer
- Guo Xinwa (* 2000), Badmintonspieler